# Francisco Antonio Caballero
Francisco Antonio Caballero (San Román de la Cuba, ¿1635? – Segovia, 1683) fue un religioso español. 

## Biografía
Fue catedrático de vísperas de cánones de la Universidad de Valladolid, consejero, inquisidor, juez y fiscal de la Inquisición en España, obispo de Segovia y presidente de la Real Audiencia y Chancillería de Valladolid.
| Predecesor: Matías Moratinos Santos | Obispo de Segovia 1683 | Sucesor: Andrés de Angulo |